# Liste der ägyptischen Botschafter in Frankreich

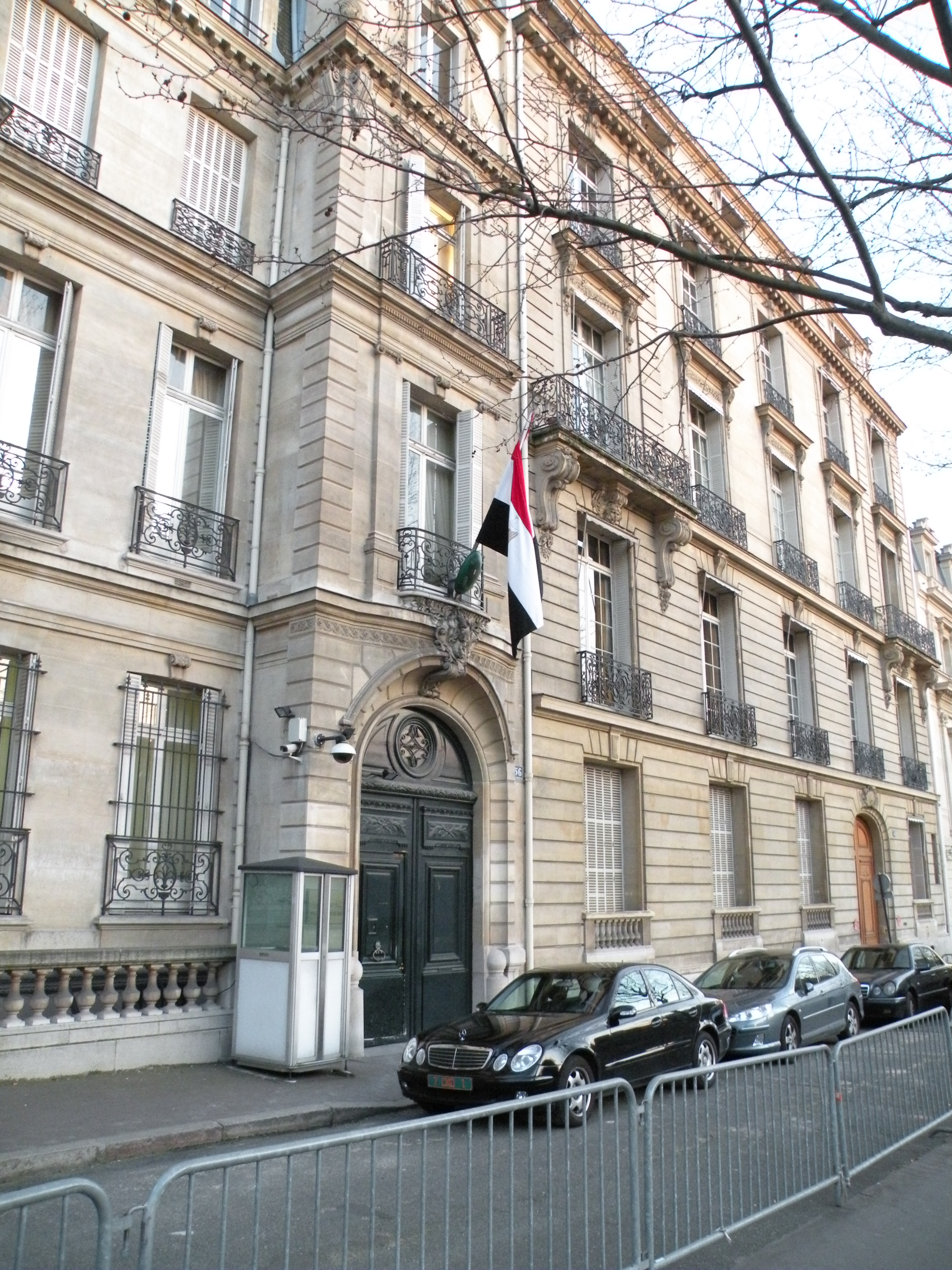
56, avenue d’Iéna, Paris

Liste der ägyptischen Botschafter in Frankreich.

## Botschafter
| Ernennung Akkreditierung | Name                            | Bemerkungen                         | ernannt von            | akkreditiert bei der Regierung | Posten verlassen |
| ------------------------ | ------------------------------- | ----------------------------------- | ---------------------- | ------------------------------ | ---------------- |
| 1923                     | Mahmoud Fakhri Pasha            |                                     | Fu'ād I.               | Alexandre Millerand            |                  |
| 27. März 1947            | Ahmed Saroit Bey                | [ 1 ]                               | Faruq                  | Vincent Auriol                 |                  |
| 18. Dez. 1952            | Adly Andraos                    | (* 1905 in Luxor) Order of George I | Fu'ād II.              | Vincent Auriol                 |                  |
| 6. Apr. 1954             | Mahmoud Saleh El Falaki         |                                     | Muhammad Nagib         | René Coty                      |                  |
| 23. Sep. 1955            | Kamal Eddine Mahmoud Abdel-Nabi |                                     | Gamal Abdel Nasser     | René Coty                      |                  |
| 4. Jan. 1964             | Abdel Moneim El Naggar          |                                     | Gamal Abdel Nasser     | Charles de Gaulle              |                  |
| 21. Sep. 1968            | Muhammad Hafez Ismail           | [ 3 ]                               | Gamal Abdel Nasser     | Charles de Gaulle              |                  |
| 26. Juni 1970            | Ismat Abdal Maguid              |                                     | Anwar as-Sadat         | Georges Pompidou               |                  |
| 26. März 1971            | Abdallah Aly El-Erian           |                                     | Anwar as-Sadat         | Georges Pompidou               |                  |
| 3. Jan. 1974             | Naguib Abdel Hamid Kadri        | [ 4 ]                               | Anwar as-Sadat         | Valéry Giscard d’Estaing       |                  |
| 28. Apr. 1977            | Muhammad Hafez Ismail           | [ 5 ]                               | Anwar as-Sadat         | Valéry Giscard d’Estaing       |                  |
| 13. Dez. 1979            | Mohamed Kamal Eldin Khalil      | [ 6 ]                               | Anwar as-Sadat         | Valéry Giscard d’Estaing       |                  |
| 18. Juni 1982            | Ali Samir Safwat                | [ 7 ]                               | Muhammad Husni Mubarak | François Mitterrand            |                  |
| 21. Sep. 1988            | Ahmed Sedki                     | († 7. Januar 1993 in Paris)         | Muhammad Husni Mubarak | François Mitterrand            |                  |
| 21. Juli 1993            | Aly Maher El Sayed              | (* 4. Januar 1939)                  | Muhammad Husni Mubarak | François Mitterrand            |                  |
| 9. Okt. 2002             | Hatem Seif el Nasr              | [ 9 ]                               | Muhammad Husni Mubarak | Jacques Chirac                 |                  |
| 13. Okt. 2006            | Nasser Ahmed Kamel              | [ 10 ]                              | Muhammad Husni Mubarak | Jacques Chirac                 |                  |
| 26. Okt. 2012            | Mohamed Moustafa Kamal          |                                     | Hischam Kandil         | François Hollande              |                  |
| 31. Okt. 2014            | Ahmed Badawy Ehab               |                                     | ?                      | François Hollande              |                  |